# Schietsport op de Olympische Zomerspelen 1976
De schietsport is een van de sporten die beoefend werden tijdens de Olympische Zomerspelen 1976 in Montréal. Tijdens dit toernooi werd voor het eerst een medaille uitgereikt aan een vrouw, Margaret Murdock won zilver op het onderdeel kleinkalibergeweer 50 m drie houdingen.

## Open

### kleinkalibergeweer 50 m drie houdingen
| rang   | sporter              | land | score |
| ------ | -------------------- | ---- | ----- |
| Goud   | Lanny Bassham        | USA  | 1162  |
| Zilver | Margaret Murdock     | USA  | 1162  |
| Brons  | Werner Seibold       | FRG  | 1160  |
| 4      | Srećko Pejović       | YUG  | 1156  |
| 5      | Sven Johansson       | SWE  | 1152  |
| 6      | Li Ho Jun            | PRK  | 1152  |
| 7      | Zdravko Milutinović  | YUG  | 1152  |
| 8      | Aleksandr Mitrofanov | URS  | 1151  |

### kleinkalibergeweer 50 m liggend
| rang   | sporter              | land | score |
| ------ | -------------------- | ---- | ----- |
| Goud   | Karlheinz Smieszek   | FRG  | 599   |
| Zilver | Ulrich Lind          | FRG  | 597   |
| Brons  | Gennadi Loesjtsjikov | URS  | 595   |
| 4      | Anton Müller         | SUI  | 595   |
| 5      | Walter Frescura      | ITA  | 594   |
| 6      | Arne Sorensen        | CAN  | 593   |
| 7      | Henning Clausen      | DEN  | 593   |
| 8      | Desanka Pesut        | YUG  | 592   |

### vrij pistool 50 m
| rang   | sporter          | land | score |
| ------ | ---------------- | ---- | ----- |
| Goud   | Uwe Potteck      | GDR  | 573   |
| Zilver | Harald Vollmar   | GDR  | 567   |
| Brons  | Rudolf Dollinger | AUT  | 562   |
| 4      | Heinz Mertel     | FRG  | 560   |
| 5      | Ragnar Skanåker  | SWE  | 559   |
| 6      | Vincenzo Tondo   | ITA  | 559   |
| 7      | Grigori Kosysj   | URS  | 559   |
| 8      | Dentsjo Denev    | BUL  | 557   |

### snelvuurpistool 25 m
| rang   | sporter           | land | score |
| ------ | ----------------- | ---- | ----- |
| Goud   | Norbert Klaar     | GDR  | 597   |
| Zilver | Jürgen Wiefel     | GDR  | 596   |
| Brons  | Roberto Ferraris  | ITA  | 595   |
| 4      | Afanasijs Kuzmins | URS  | 595   |
| 5      | Corneliu Ion      | ROU  | 595   |
| 6      | Erwin Glock       | FRG  | 594   |
| 7      | Gerhard Petritsch | AUT  | 594   |
| 8      | Marin Stan        | ROU  | 594   |

### lopend schijf 50 m
| rang   | sporter            | land | score |
| ------ | ------------------ | ---- | ----- |
| Goud   | Aleksandr Gazov    | URS  | 579   |
| Zilver | Aleksandr Kedjarov | URS  | 576   |
| Brons  | Jerzy Greszkiewicz | POL  | 571   |
| 4      | Thomas Pfeffer     | GDR  | 571   |
| 5      | Wolfgang Hamberger | FRG  | 567   |
| 6      | Helmut Bellingrodt | COL  | 567   |
| 7      | Karl-Axel Karlsson | SWE  | 565   |
| 8      | Louis Theimer      | USA  | 564   |

### trap
| rang   | sporter               | land | score |
| ------ | --------------------- | ---- | ----- |
| Goud   | Donald Haldeman       | USA  | 190   |
| Zilver | Armando Silva Marques | POR  | 189   |
| Brons  | Ubaldesco Baldi       | ITA  | 189   |
| 4      | Burckhardt Hoppe      | GDR  | 186   |
| 5      | Aleksandr Androsjkin  | URS  | 185   |
| 6      | Adam Smelczyński      | POL  | 183   |
| 7      | John Primrose         | CAN  | 183   |
| 8      | Bernard Blondeau      | FRA  | 182   |

### skeet
| rang   | sporter             | land | score |
| ------ | ------------------- | ---- | ----- |
| Goud   | Josef Panáček       | TCH  | 198   |
| Zilver | Eric Swinkels       | NED  | 198   |
| Brons  | Wiesław Gawlikowski | POL  | 196   |
| 4      | Klaus Reschke       | GDR  | 196   |
| 5      | Franz Schitzhofer   | AUT  | 195   |
| 6      | Edgardo Zachrichson | GUA  | 194   |
| 7      | Juan Avalos         | ESP  | 194   |
| 8      | Jean Petitpied      | FRA  | 194   |

## Medaillespiegel
| rang   | land                     | goud | zilver | brons | totaal |
| ------ | ------------------------ | ---- | ------ | ----- | ------ |
| 1      | DDR                      | 2    | 2      | 0     | 4      |
| 2      | Verenigde Staten         | 2    | 1      | 0     | 3      |
| 3      | Sovjet-Unie              | 1    | 1      | 1     | 3      |
| 3      | Bondsrepubliek Duitsland | 1    | 1      | 1     | 3      |
| 5      | Tsjecho-Slowakije        | 1    | 0      | 0     | 1      |
| 6      | Nederland                | 0    | 1      | 0     | 1      |
| 6      | Portugal                 | 0    | 1      | 0     | 1      |
| 8      | Italië                   | 0    | 0      | 2     | 2      |
| 8      | Polen                    | 0    | 0      | 2     | 2      |
| 10     | Oostenrijk               | 0    | 0      | 1     | 1      |
| totaal | totaal                   | 7    | 7      | 7     | 21     |